# Giải vô địch bóng đá trẻ châu Á 1969
Giải vô địch bóng đá trẻ châu Á 1969 diễn ra tại Băng Cốc, Thái Lan.

## Các đội tham dự
Các đội sau đây tham dự giải đấu:
- Miến Điện
- Ceylon
- Hồng Kông
- Indonesia
- Iran
- Israel
- Nhật Bản
- Lào
- Malaysia
- Philippines
- Singapore
- Hàn Quốc
- Việt Nam Cộng hòa
- Đài Loan
- Thái Lan (chủ nhà)

## Vòng bảng

### Bảng A
| Đội       | ST | T | H | B | BT | BB | HS  | Đ |
| --------- | -- | - | - | - | -- | -- | --- | - |
| Thái Lan  | 2  | 2 | 0 | 0 | 12 | 1  | +11 | 4 |
| Nhật Bản  | 2  | 1 | 0 | 1 | 4  | 6  | –2  | 2 |
| Singapore | 2  | 0 | 0 | 2 | 2  | 11 | –9  | 0 |

| 15 tháng 4 | Nhật Bản  | 1–4 | Thái Lan  |
| 18 tháng 4 | Nhật Bản  | 3–2 | Singapore |
| 21 tháng 4 | Singapore | 0–8 | Thái Lan  |

### Bảng B
| Đội       | ST | T | H | B | BT | BB | HS | Đ |
| --------- | -- | - | - | - | -- | -- | -- | - |
| Iran      | 3  | 2 | 1 | 0 | 9  | 2  | +7 | 5 |
| Malaysia  | 3  | 1 | 1 | 1 | 4  | 7  | –3 | 3 |
| Indonesia | 3  | 0 | 2 | 1 | 5  | 6  | –1 | 2 |
| Ceylon    | 3  | 0 | 2 | 1 | 2  | 5  | –3 | 2 |

| 15 tháng 4 | Ceylon    | 2–2 | Indonesia |
| 16 tháng 4 | Malaysia  | 0–6 | Iran      |
| 18 tháng 4 | Ceylon    | 0–3 | Malaysia  |
| 19 tháng 4 | Indonesia | 2–3 | Iran      |
| 21 tháng 4 | Ceylon    | 0–0 | Iran      |
| 22 tháng 4 | Malaysia  | 1–1 | Indonesia |

### Bảng C
| Đội         | ST | T | H | B | BT | BB | HS  | Đ |
| ----------- | -- | - | - | - | -- | -- | --- | - |
| Israel      | 3  | 3 | 0 | 0 | 6  | 0  | +6  | 6 |
| Hàn Quốc    | 3  | 2 | 0 | 1 | 9  | 2  | +7  | 4 |
| Lào         | 3  | 1 | 0 | 2 | 3  | 5  | –2  | 2 |
| Philippines | 3  | 0 | 0 | 3 | 1  | 12 | –11 | 0 |

| 16 tháng 4 | Lào         | 2–1 | Philippines |
| 17 tháng 4 | Israel      | 1–0 | Hàn Quốc    |
| 19 tháng 4 | Lào         | 0–2 | Israel      |
| 20 tháng 4 | Philippines | 0–7 | Hàn Quốc    |
| 22 tháng 4 | Lào         | 1–2 | Hàn Quốc    |
| 23 tháng 4 | Philippines | 0–3 | Israel      |

### Bảng D
| Đội               | ST | T | H | B | BT | BB | HS  | Đ |
| ----------------- | -- | - | - | - | -- | -- | --- | - |
| Miến Điện         | 3  | 2 | 1 | 0 | 14 | 3  | +11 | 5 |
| Việt Nam Cộng hòa | 3  | 1 | 1 | 1 | 5  | 10 | –5  | 3 |
| Đài Loan          | 3  | 0 | 2 | 1 | 6  | 7  | –1  | 2 |
| Hồng Kông         | 3  | 1 | 0 | 2 | 6  | 11 | –5  | 2 |

| 16 tháng 4 | Hồng Kông | 2–3 | Việt Nam Cộng hòa |
|            | Miến Điện | 2–2 | Đài Loan          |
| 20 tháng 4 | Đài Loan  | 1–1 | Việt Nam Cộng hòa |
|            | Miến Điện | 5–0 | Hồng Kông         |
| 22 tháng 4 | Hồng Kông | 4–3 | Đài Loan          |
| 23 tháng 4 | Miến Điện | 7–1 | Việt Nam Cộng hòa |

## Tứ kết
| Iran | 2 – 0 | Hàn Quốc |
| ---- | ----- | -------- |
|      |       |          |

| Thái Lan | 3 – 1 | Việt Nam Cộng hòa |
| -------- | ----- | ----------------- |
|          |       |                   |

| Israel | 1 – 0 | Malaysia |
| ------ | ----- | -------- |
|        |       |          |

| Miến Điện | 5 – 1 | Nhật Bản |
| --------- | ----- | -------- |
|           |       |          |

## Bán kết
| Miến Điện | 1 – 0 | Israel |
| --------- | ----- | ------ |
|           |       |        |

| Iran | 0 – 1 | Thái Lan |
| ---- | ----- | -------- |
|      |       |          |

## Tranh hạng ba
| Iran | 2 – 1 (h.p.) | Israel |
| ---- | ------------ | ------ |
|      |              |        |

## Chung kết
| Miến Điện | 2 – 2 Chia sẻ danh hiệu | Thái Lan |
| --------- | ----------------------- | -------- |
|           |                         |          |

| Giải vô địch bóng đá trẻ châu Á 1969 |
| ------------------------------------ |
| · Miến Điện · Lần thứ 6              |

| Giải vô địch bóng đá trẻ châu Á 1969 |
| ------------------------------------ |
| · Thái Lan · Lần thứ 2               |